# 감바테사
감바테사(이탈리아어: Gambatesa)는 이탈리아 몰리세주 캄포바소도의 코무네다. 캄포바소로부터 남동쪽 20km 거리에 있다.